# Making Waves
Making Waves är det finländska rockbandet Hay & Stones debutalbum, släppt den 20 september 2006 genom KHY Suomen Musiikki Oy.
Albumet är självproducerat av sångaren/basisten Eero Heinonen. Den kändaste låten från albumet är Give Me the Power Back, som släpptes som musikvideo men dock aldrig som singel.

## Låtlista
1. Prayer Song - 2:54
2. Give Me the Power Back - 5:07
3. Freedon Fighter - 5:18
4. Southern Hemisphere - 5:06
5. Earth People - 4:15
6. Sun Sweeps the Shadow - 4:08
7. Last Time Around - 2:53
8. Someone Forgot to Dry up the Heatroom - 5:30
9. What People Seek - 3:00
10. Spanish Castle Magic (Jimi Hendrix cover) - 5:40
11. Dig the Vibe - 3:38

## Banduppsättning
- Eero Heinonen – sång och bas
- Hannu Risku – gitarr
- Petri Kivimäki – trummor